# 홍염장(무형)
홍염장은 대한민국 전라남도 구례군 간전면에 있다. 2010년 6월 22일 구례군의 향토문화유산 제29호로 지정되었다.

## 개요
홍염은 이집트 6왕조시대 비문에 잇꽃(홍화)의 재배와 염색하는 방법이 적혀있고 곡두서니(천근)로 물들여 미이라를 감싼 아마천이 발견되기도 할 만큼 의복류나 종이에 가장 많이 사용되었던 염료로 우리나라에서도 일찍이 고려시대부터 홍전이라는 관청을 두어 잇꽃의 재배와 염색을 장려하였고 조선시대에는 잇꽃 염색이 일반화되어 서민들도 잇물로 물들인 옷을 입었으며 상의원과 제용감이라는 잇물 염색을 맡은 관청이 있어 홍염장이라는 염색전문가를 두었다. 염색 들이는 횟수에 따라 각기 이름을 달리 부르며 홍화, 천근, 소목을 복합염으로 하여 필요한 색을 얻을 수 있다. 안화자는 1979년부터 현재까지 홍염을 하고 있으며, 한상훈 선생에게 사사를 받아 현재까지 이어오고 있다.